# TV Feliz
TV Feliz é uma emissora de televisão brasileira sediada em Natal, capital do estado do Rio Grande do Norte. Opera no canal 17 (16 UHF digital), e pertence à Comunidade Cristã Paz e Vida, do pastor Juanribe Pagliarin. Seus estúdios estão localizados no bairro Candelária, e sua antena de transmissão está no Parque das Dunas, no Tirol.

## História

Logotipo utilizado pela emissora entre 2013 e 2016.

A emissora foi fundada em 26 de novembro de 2005 pelo empresário Paulo de Paula, como Multi TV, e sendo afiliada à RedeTV!. Em 1.º de janeiro de 2007, passa a se chamar Sim TV, sendo sua primeira transmissão a posse da governadora reeleita do Rio Grande do Norte, Wilma de Faria, sob a ancoragem de Rui Ricardo.
Em 2013, a emissora muda novamente de nome, passando a se chamar RedeTV! RN. No segundo semestre de 2014, a emissora é vendida para a Comunidade Cristã Paz e Vida, do pastor Juanribe Pagliarin. Aos poucos, a programação local da emissora foi sendo gradativamente reduzida e dando lugar aos programas religiosos da instituição. Em 18 de julho de 2016, a emissora passa a se chamar TV Feliz, adotando o mesmo nome da emissora de rádio do grupo. Em 27 de fevereiro de 2017, a emissora deixa de transmitir a programação da RedeTV! e passa a ser uma emissora independente.
Em 23 de março de 2018, a TV Feliz deixa de transmitir os programas Você Feliz e Sessão Kids, além de desmembrar a equipe do Feliz News, fazendo com que a produção da emissora se resumisse em cultos da Igreja Paz e Vida, videoclipes, programas da Feliz FM e uma pequena equipe para produção e exibição do Feliz News.
A partir de 2024, a programação da TV Feliz ganhou uma nova roupagem e foram inseridos na grade diária: Turminha Feliz; Paz e Vida no Seu Lar; Clipe Mais Feliz; Mensagens de Paz e Vida; Feliz News; Feliz e Fora da Caixinha, entre outros.
A Rede também expandiu. Atualmente, a cobertura inclui as seguintes cidades:
Campo Grande, MS – Frequência 31.1; Curitiba, PR – Frequência 42.1; Guaíba, RS – Frequência 29.1; Joinville, SC – Frequência 26.1; Pinhais, PR – Frequência 42.1; Porto Alegre, RS – Frequência 29.1; Areia, PB – Frequência 10.1; Itabaiana, SE – Frequência 15.1; Nossa Senhora do Socorro, SE – Frequência 26.1; União dos Palmares, AL – Frequência 39.1; Mossoró, RN – Frequência 17.1; Natal, RN – Frequência 17.1; Assú, RN – Frequência 17.1; Caicó, RN – Frequência 17.1; Pau dos Ferros, RN – Frequência 17.1; Santa Cruz, RN – Frequência 17.1; Dumont, SP – Frequência 23.1; Matias Barbosa, MG – Frequência 33.1; Caucaia, CE – Frequência 20.1; Crato, CE – Frequência 40.1.